# نبرد ویمی‌ریج
نبرد ویمی‌ریج یکی از درگیری‌های نظامی‌ای بود که به عنوان قسمتی از «نبرد اراس» در منطقه نور-پا-دو-کاله در شمال فرانسه، در جریان جنگ جهانی اول آغاز شد. این نبرد در تاریخ کانادا اهمیت بسزایی دارد.

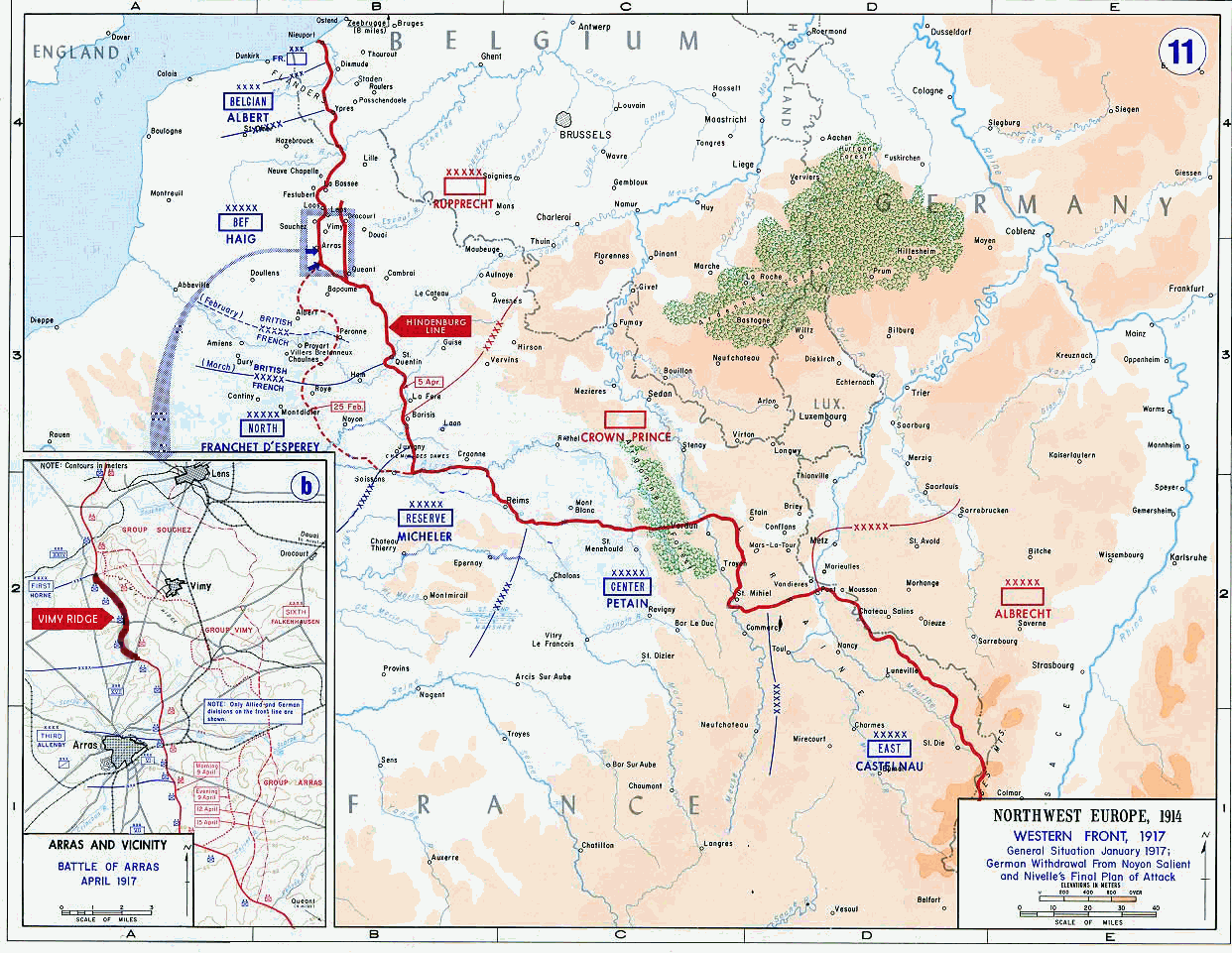
محل نبرد ویمی‌ریج

چهار لشکر از کانادا و سه لشکر از ارتش ششم آلمان به عنوان طرفین اصلی در این نبرد حضور داشتند. این نبرد در فاصله ۹ تا ۱۲ آوریل ۱۹۱۷ انجام گرفت و قسمتی از فاز ابتدایی نبرد اراس بود که به فرماندهی بریتانیا در فرانسه انجام شد؛ که حمله‌ای انحرافی به تهاجم نیول فرانسه محسوب‌می‌شود.
هدف اصلی نیروهای کانادایی به دست گرفتن ارتفاعات در طول دیواره‌ای بود که در انتهای شمالی اراس قرار داشت. پیروزی در این نبرد به معنای پیشروی آسان نیروها از کرانه‌های جنوبی بدون ایجاد تلفات در زیر آتش تیربارهای آلمانی بود. نیروهای آلمانی که توسط آتش توپخانه متحرک حمایت می‌شدند در روز اول حمله بیشتر نواحی مرزی را تصرف کردند. در روز دوم حمله شهر کوچک تلوس سقوط کرد و نیروهای کانادایی با پیروزی بر نیروهای مقاومت آلمانی به پیشروی خود ادامه‌دادند. هدف نهایی تصرف تپه‌ای در خارج از شهر ژیوانشی-آن-گوئل بود که توسط نیروهای آلمانی تقویت شده بود و در روز ۱۲ آوریل به دست نیروهای کانادایی افتاد. نیروهای آلمانی تا خط اوپی-مریکورت عقب‌نشینی کردند.
مورخان این موفقیت نیروهای کانادایی را مرهون ترکیب نوآوری‌های فنی و تاکتیکی، برنامه‌ریزی دقیق، حمایت توپخانهٔ قدرتمند و تمرینات فراوان در کنار ناتوانی ارتش ششم آلمان در به‌کارگیری دکترین دفاعی جدید آلمان می‌دانند. این اولین‌بار بود که چهار لشکر از نیروهای اعزامی کانادا در کنار هم در یک نبرد شرکت داشتند و به نمادی از موفقیت و فداکاری ملی کانادایی بدل شد. قسمتی ۱۰۰ هکتاری از میدان نبرد به عنوان پارک یادبود و با نام «یادبود ملی کانادا، ویمی» اختصاص داده شده‌است.

## برنامه‌ریزی استراتژیک

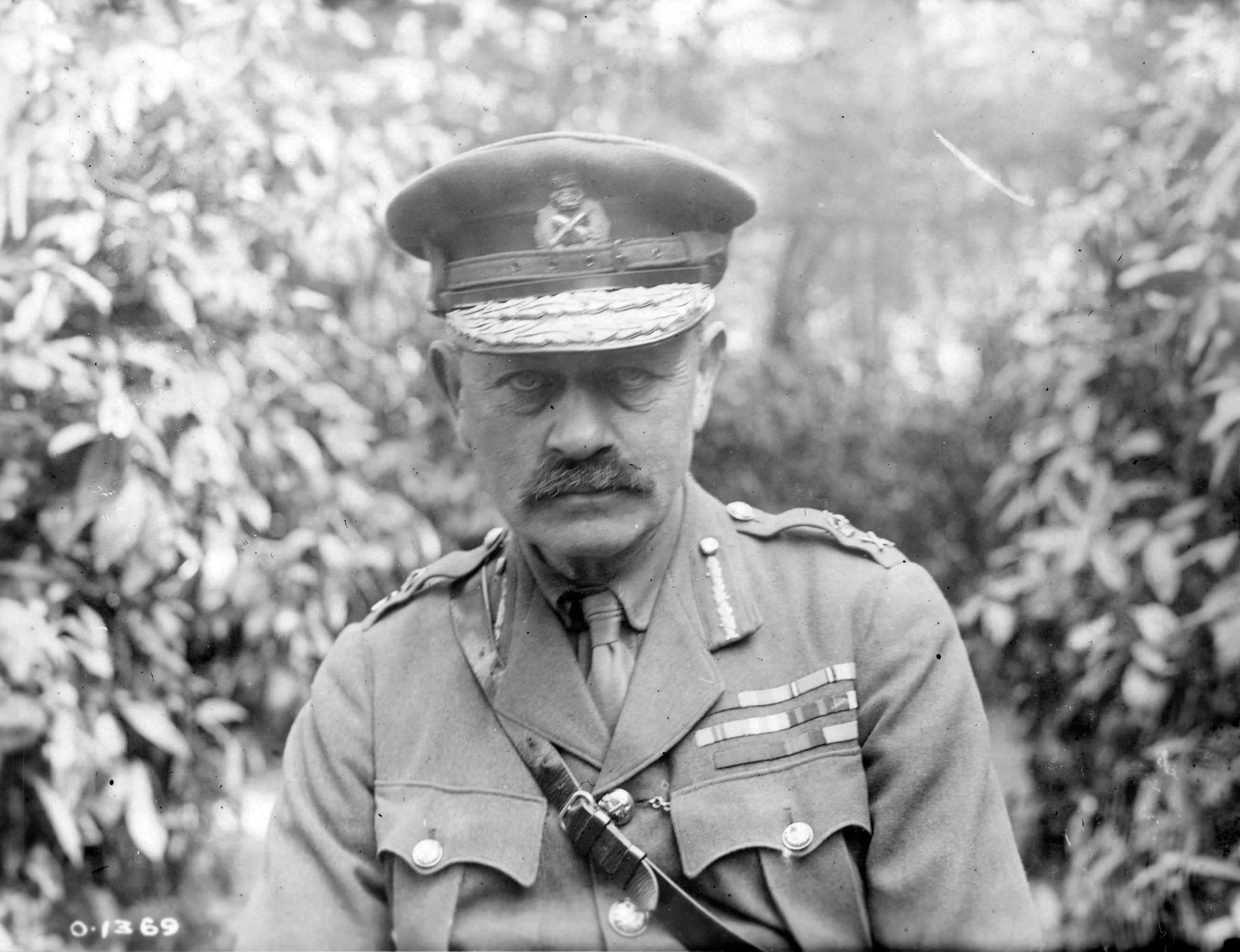
لرد جولین بینگ فرماندهٔ نبرد ویمی‌ریج و دوازدهمین فرماندار کانادا در هنگام جنگ

در روز ۲۸ ماه مهٔ سال ۱۹۱۶، «جولین بینگ» که بعدها به‌دلیل موفقیت‌هایش در این نبرد و نبردهای دیگر کانادا به سمت فرماندار کل کانادا انتخاب شد، به عنوان جانشین سپهبد سِراِدوین الدرسون فرماندهی سپاه را به عهده گرفت.
در ماه مارس سال ۱۹۱۷ مقر فرماندهی ارتش اول بریتانیا به صورت رسمی بینگ را به سمت فرماندهی منسوب کرده و به او دستور داد ویمی‌ریج را در راستای هدف فتح مواضع دشمن در اراس تصرف‌کند.
برای اولین‌بار تمامی چهار لشکر کانادا گردآوری شدند تا در نبردی مشترک شرکت کنند. ماهیت و وسعت حملهٔ نیروهای کانادایی به حدی بزرگ بود که به منابعی فراتر از توانایی‌هایی عادی عملیاتی نیاز بود. به همین دلیل لشکر پیاده‌نظام پنجم بریتانیا و توپخانهٔ کمکی، واحدهای خدماتی و مهندسی به چهار لشکر کانادا ملحق شدند. این باعث شد نفرات سپاه کانادا به حدود ۱۷۰٬۰۰۰ نفر برسد که ۹۷٬۱۸۴ نفر آن‌ها کانادایی بودند.

## طرح تاکتیکی

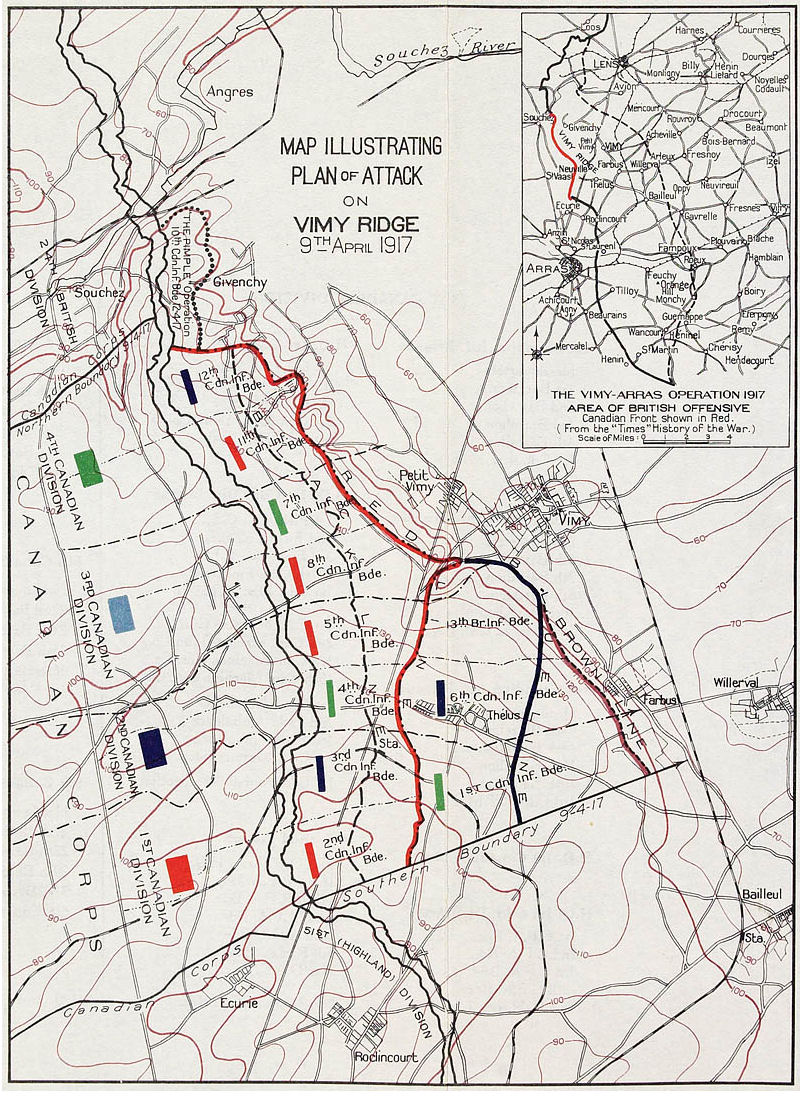
طرح حمله سپاه کانادا اهداف با خطوطی به چهار رنگ سیاه، قرمز، آبی و قهوه‌ای ترسیم شده‌اند.

در ژانویه ۱۹۱۷ سه افسر کانادایی به همراه افسران بریتانیایی در چند دورهٔ توجیهی ارتش فرانسه شرکت کردند تا از تجربیات آن‌ها در طول نبرد وردن استفاده کنند. عملیات پاتک ارتش فرانسه به فرماندهی ژنرال رابرت نیوِل چند نمونه از حملات موفقیت‌آمیز نیروهای متفقین در سال ۱۹۱۶ بود.
پس از بازگشت از این دوره، افسران نیروهای کانادایی تحلیلی تاکتیکی از نبردهای وردن آماده نمودند و برای تأکید روی اهمیت توپخانهٔ پشتیبان و آتش تهاجمی به همراه انعطاف جوخه‌های پیشرو چندین جلسهٔ توجیهی برگزار کردند. نقشهٔ نهایی حمله به ویمی‌ریج به شدت وام‌دار تجربه و تحلیل افسرانی بود که در دورهٔ توجیهی نبرد وردن شرکت کرده بودند. نقشهٔ نهایی در تاریخ ۵ مارس سال ۱۹۱۷ به تأیید فرماندهٔ اول ارتش بریتانیا، ژنرال هنری هورن، رسید.
براساس این نقشه واحدها به چند قسمت تقسیم شدند تا به ترتیب یکی پس از دیگری وظیفهٔ پیشروی را به عهده بگیرند و به این ترتیب شدت حمله و انرژی نیروها حفظ شود. موج ابتدایی حمله خط اول را تصرف می‌کرد و بعد سعی می‌کرد تا نزدیکی خط دوم پیشروی کند، سپس سنگرهای موقت ایجاد می‌شد تا به واحدهای بعدی اجازهٔ پیشروی آسان داده شود، سپس نیروهای تازه‌نفس به سمت خط دوم حرکت می‌کردند تا پس از تصرف آن به خط سوم نزدیک شوند. پس از تثبیت موقعیت در نزدیکی خط سوم، نیروهای تازه‌نفس از موج دوم نیروها عبور می‌کردند تا خط سوم مواضع دشمن را تصرف‌کنند. در صورت انجام درست این نقشه نیروهای آلمانی برای ایمن‌سازی و قرار گرفتن در سنگرها و موقعیت‌های تعیین شده برای مقابله با پیاده‌نظام فرصت بسیار کمی داشتند.

## توپخانه

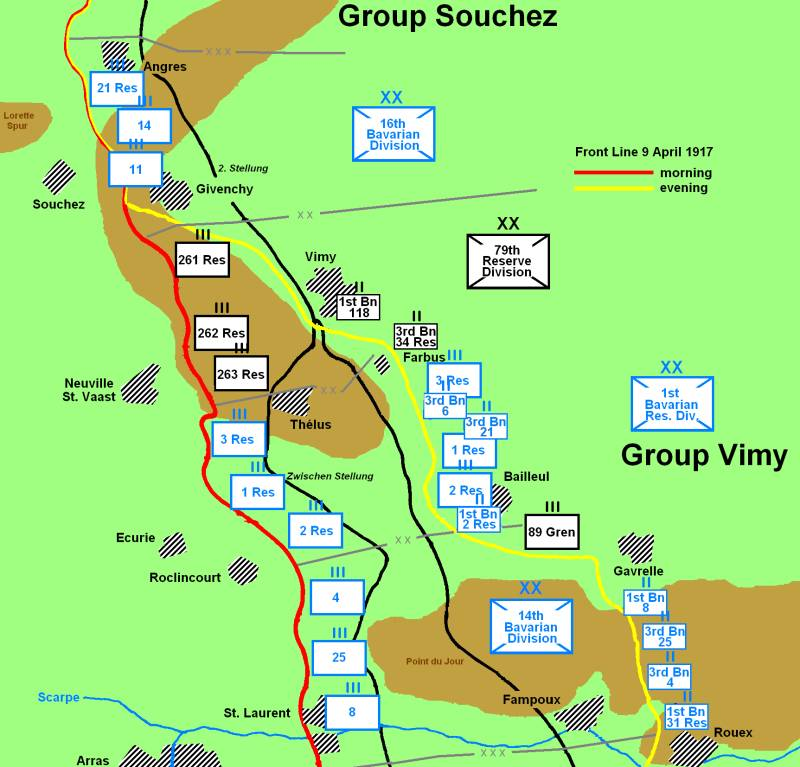
وضعیت آلمانی‌ها در اولین روز نبرد ویمی‌ریج

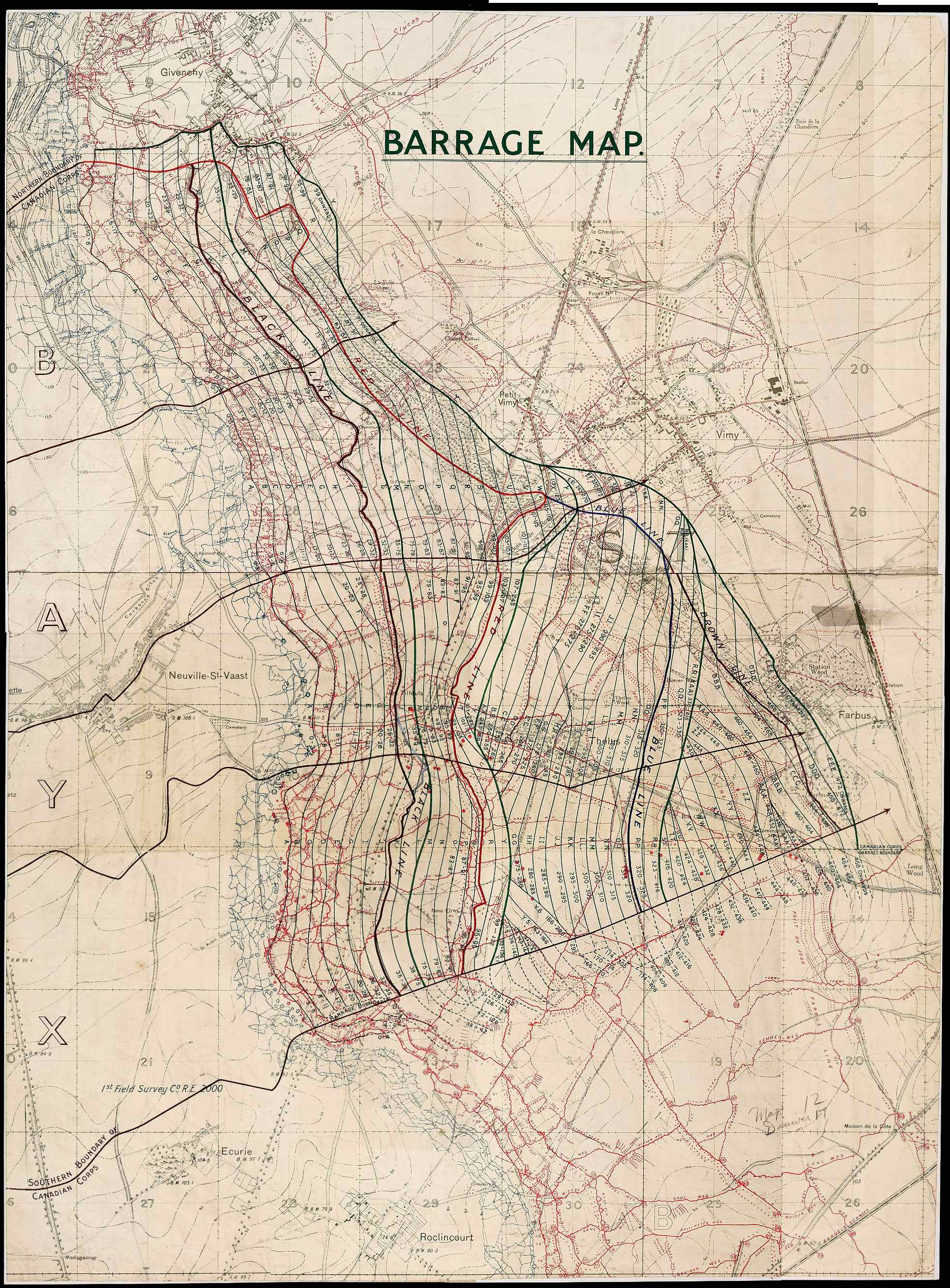
نقشه تحرک توپخانه برای پیش‌روی

ترکیب توپخانه لشکر نیروهای کانادایی، شامل هشت دستهٔ توپخانهٔ متحرک و دو گروه توپخانهٔ سنگین، برای انجام این وظیفه کافی نبود و در نتیجه با نیروهای خارجی تقویت شد؛ چهار گروه توپخانهٔ سنگین، نه دستهٔ توپخانه متحرک، سه گروه توپخانهٔ لشکری و تجهیزات و ادوات توپخانهٔ لشکر پنجم ارتش بریتانیا به نیروهای کانادایی ملحق شدند. علاوه بر این، ده گروه توپخانهٔ سنگین نیروهای اول و هفدهم وظیفه داشتند از کناره‌ها نیروهای کانادایی را حمایت کنند. این قدرت آتش باعث ایجاد تراکم سنگین آتش سنگین توپخانه برای هر ۱۸ متر و آتش توپخانه متحرک برای هر ۹/۱ متر در جلوی خط پیشروی ارتش کانادا شد، که نسبت به توزیع آتش توپخانه در نبرد سومه که یک‌سال پیش از آن انجام شد سه برابر شده‌بود.

## دوره‌های آموزشی
در فوریهٔ سال ۱۹۱۷، واحد آموزش عمومی نیروهای بریتانیایی جزوه‌ای آموزشی را با عنوان «SS 143 دستورالعمل‌های آموزش جوخه برای عملیات آفند» منتشر کرد که در آن روی تاکتیک‌های آتش و حرکت و استفاده از جوخه به‌عنوان یک واحد تاکتیکی مستقل تأکید زیادی شده بود. این جزوه اهمیت نارنجک دستی، نارنجک تفنگی و سلاح‌های خودکار را در سرکوب کردن نقاط قوت دشمن یادآور شده بود تا از این طریق به پیشروی سایر واحدهای نظامی کمک شود. نیروهای کانادایی پس از حضور در جلسات توجیهی نبرد وردن در ژانویه ۱۹۱۷، این تغییرات تاکتیکی را با کمال میل به کار گرفتند. نیروهای مهاجم پیاده‌نظام از تپه‌های پشت خطوط جنگی به‌عنوان نمونه‌ای هم‌اندازه با میدان اصلی نبرد استفاده کردند؛ آن‌ها خطوط دشمن را با نوارهای رنگی مشخص کردند و افسران سواره نظام با حمل پرچم‌های مسیرهای پیشروی نیروها در مقابل سنگرهای دشمن را نشان‌می‌دادند.
به دلیل اینکه انتظار می‌رفت نیروهای خط‌شکن به سرعت زخمی یا کشته شوند، به سربازان گفته شد که باید وظیفه نیروهای جلو و کنار خود را نیز فرا‌بگیرند.

## نبرد در آسمان

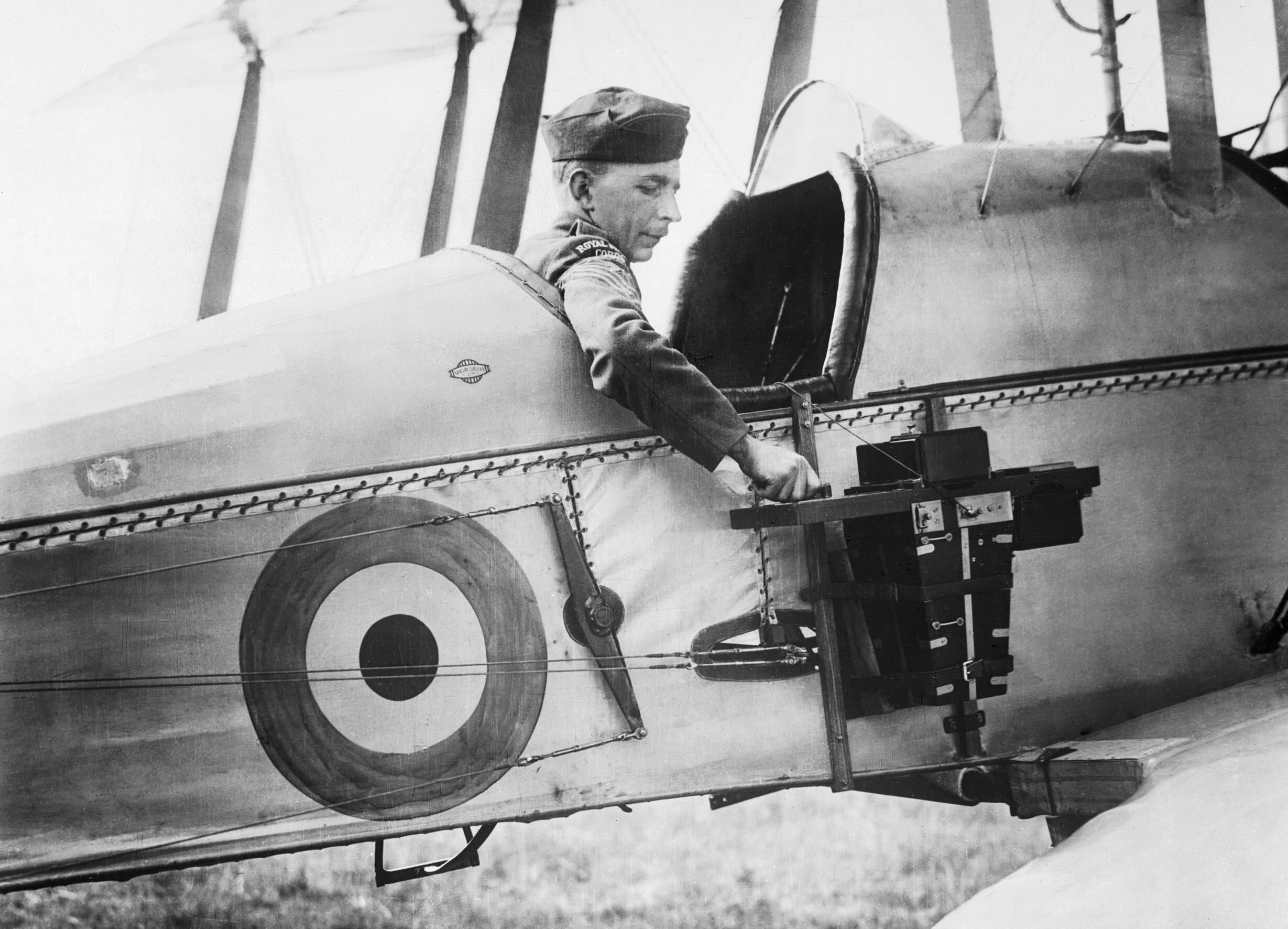
پرواز تجسسی نیروی هوایی سلطنتی بریتانیا

نیروهای هوایی سلطنتی برای کمک به برتری در آسمان و احاطه روی میدان نبرد به کار گرفته شدند. کانادایی‌ها فعالیت‌هایی از قبیل شناسایی و عکس گرفتن از سیستم‌های دشمن، حرکت نیروها و نحوه قرار گرفتن اسلحه‌ها را انجام می‌دادند که برای پیگیری حمله بسیار با اهمیت بود. نیروی هوایی سلطنتی از ۲۵ اسکادران هوایی که شامل ۳۶۵ هواپیما بود در طول نوار مرزی بخش اراس استفاده کرد که دو برابر هواپیماهای نیروی هوایی امپراتوری آلمان بود. امکان استفاده از اسکادران شماره ۲، اسکادران (دریایی) شمارهٔ ۸، اسکادران‌های شماره ۲۴، ۴۰، ۴۳ به همراه اسکادران شماره ۱۷ به‌صورت دائم برای بینگ فراهم بود تا به صورت هوایی از نیروهای حمایت کنند و برای حمایت توپخانه عملیات شناسایی را انجام‌دهند.

## نتایج
با فرارسیدن غروب ۱۲ آوریل ۱۹۱۷، منطقه در کنترل کامل نیروهای کانادایی بود. این نبرد ۱۰٬۶۰۲ نفر تلفات برجای گذاشت که از این میان ۳٬۵۹۸ نفر کشته و ۷٬۰۰۴ نفر زخمی شده بودند.میزان تلفات وارده به ارتش ششم آلمان نامشخص بود اما حدود ۴٬۰۰۰ نفر از نیروهای آلمانی به اسارت درآمدند.چهار نفر از نیروهای کانادایی به دلیل حضور پر رنگ در میدان نبرد صلیب ویکتوریا، بالاترین نشان شجاعت نظامی نیروهای بریتانیایی و مشترک‌المنافع، را دریافت کردند. شکست ویمی‌ریج باعث شد نیروهایی آلمانی استراتژی دفاعی خود را مورد بازبینی قراردهند. نیروهای کانادایی در چندین عملیات دیگر ازجمله نبرد آرلو و سومین نبرد اسکارپ در اواخر آوریل و اوایل مه سال ۱۹۱۷ نیز شرکت‌داشتند.

## نگارخانه

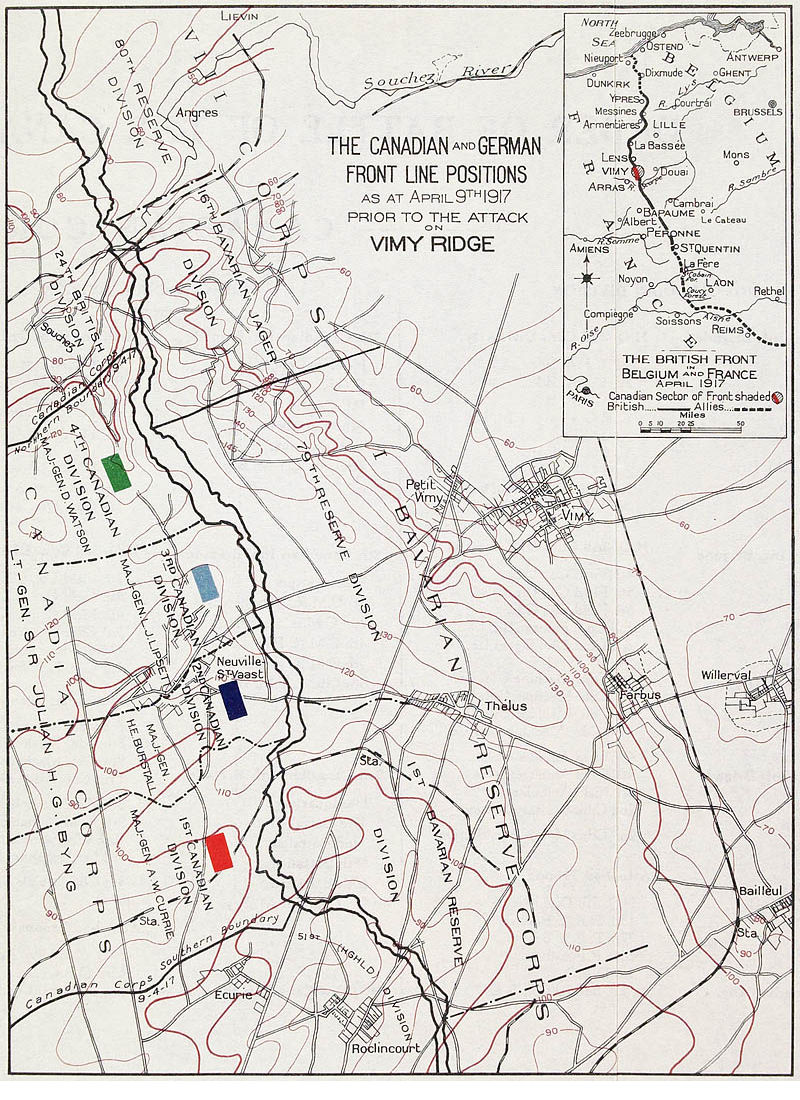
موقعیت دفاع و حمله نیروها قبل از نبرد
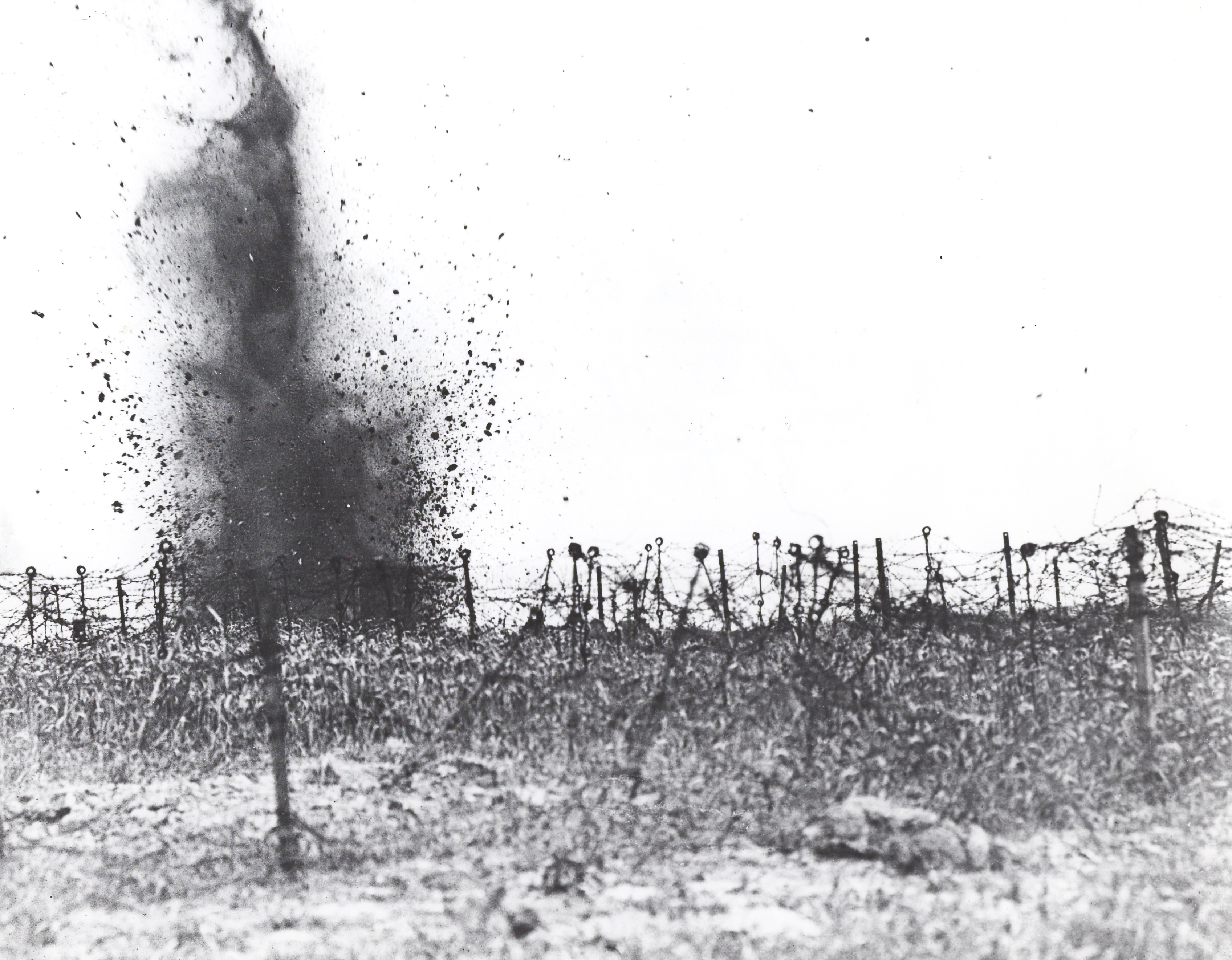
آتش توپخانه در پس یک رشته از سیم‌های خاردار در نبرد ویمی‌ریج
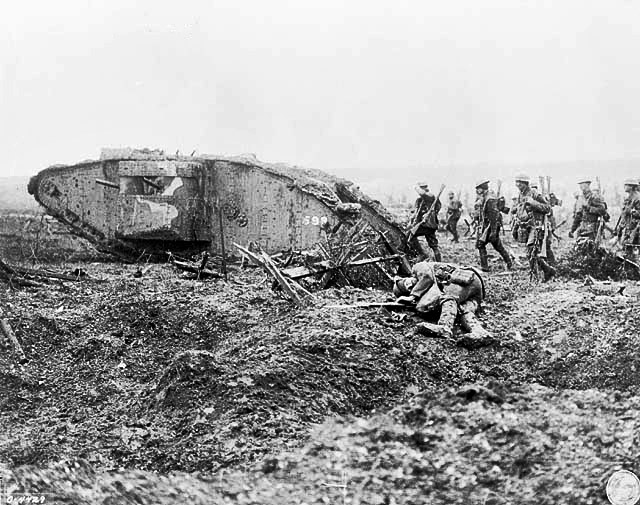
بخشی از سربازان پیشتاز دومین لشکر کانادا پشت یک تانک
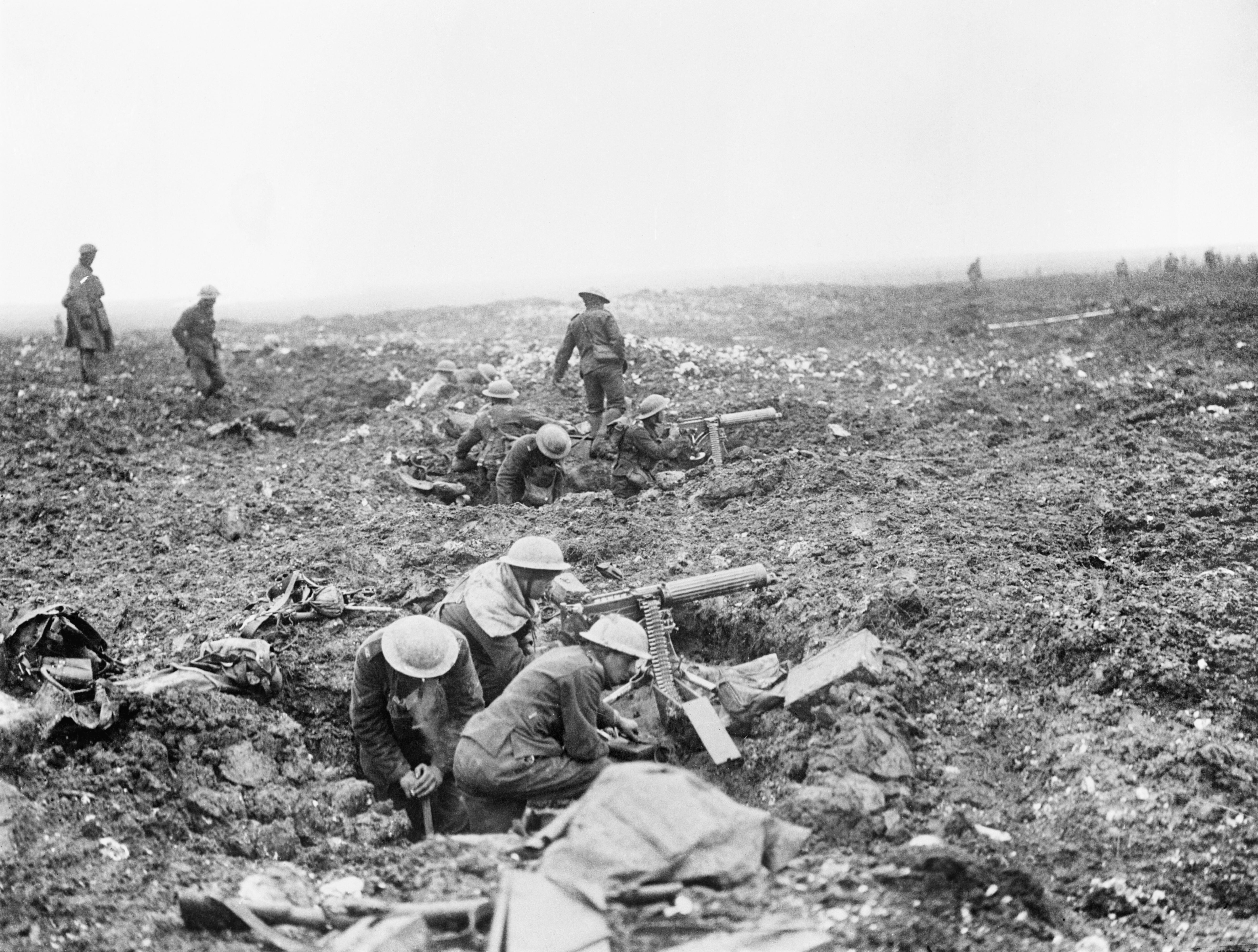
ماشین توپخانه متحرک در فلات بالای ریج
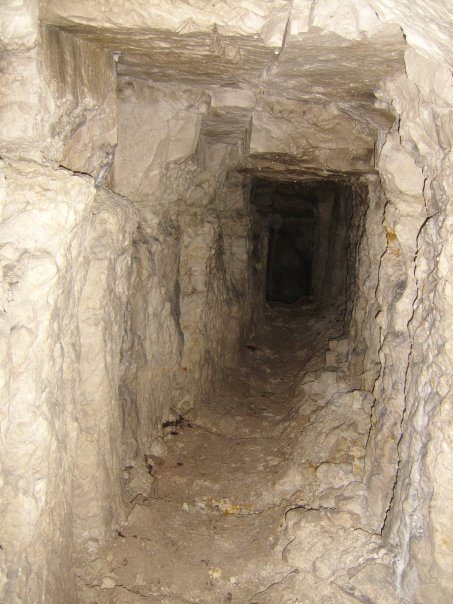
حفر تونل برای عملیات زیرزمینی
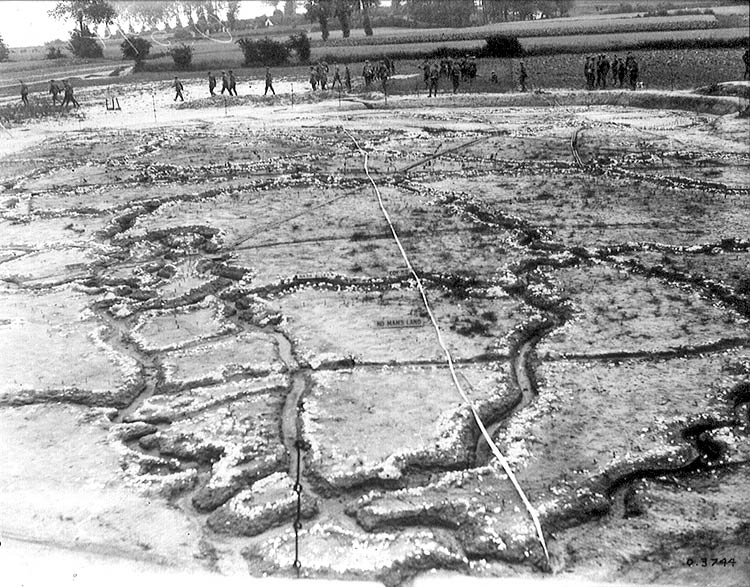
مدل بزرگی از خطوط سنگر آلمان
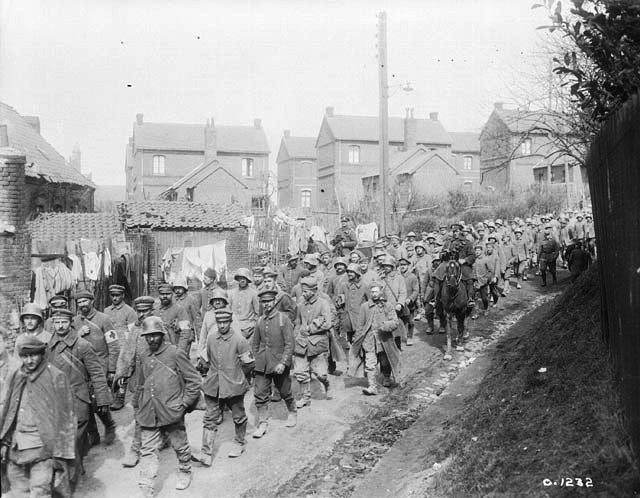
سربازان آلمانی دستگیر شده در طول نبرد.

## بزرگداشت

### تأثیر این نبرد بر کانادا
نبرد ویمی‌ریج دارای اهمیت قابل توجهی برای کشور کانادا است.
اگرچه این نبرد بزرگ‌ترین موفقیت نیروهای کانادایی به لحاظ اهمیت استراتژیک یا نتیجه محسوب نمی‌شود، اما نخستین نمونه‌ای است که در آن تمامی چهار لشکر کانادا که متشکل از نیروهایی گردآوری‌شده از سراسر کشور بود، به‌صورتی یکپارچه وارد جنگ شدند. تصویر وحدت ملی و پیروزی ملی برای کانادا از بیشترین اهمیت برخوردار بود. واقعیت تاریخی این جنگ موجب شد کانادا به عنوان یک ملت سر برآورد هویت ملی و ملیت کانادایی تا حد زیادی یا این نبرد متولد شد و این نبرد بخش مهمی از تاریخ کانادا است.

### ینای یادبود ویمی

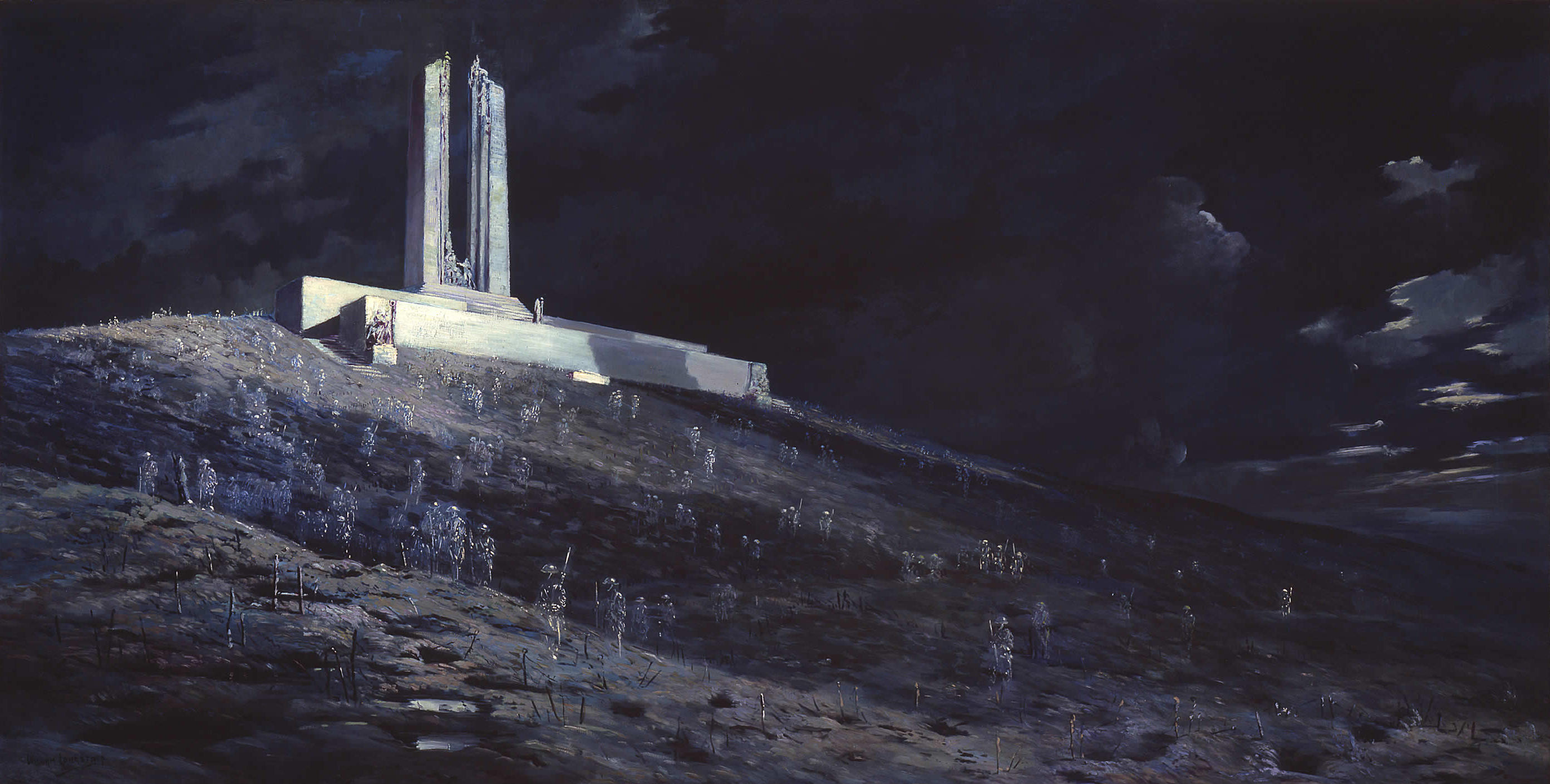
بنای یادبود نبرد ویمی‌ریج در فرانسه

بنای یادبود ملی کانادایی ویمی بزرگ‌ترین و مهم‌ترین یادبود جنگی کانادا در خارج از کشور است. این یادبود در بالاترین نقطه از ویمی‌ریج در فرانسه واقع‌شده‌است و به افتخار شجاعت‌های نیروهای پیشرویی که در طول جنگ جهانی اول کشته شدند بنا شده‌است. در سال ۱۹۲۲ فرانسه به کانادا به‌صورت دائم اجازه داد تا از قسمتی از ویمی ریج برای بنای پارک یادبود استفاده کند.

### پیام نخست‌وزیر کانادا
روز ۹ آوریل ۲۰۱۶، ژوستَن ترودو، نخست‌وزیر کانادا، در پیامی این نبرد را واقعه‌ای دانست که ملت کانادا را معنا کرد. در بیانیهٔ او آمده‌است: «این نخستین‌باری بود که سربازانی از سراسر کانادا در نبردی شانه‌به‌شانه در یک میدان جنگیدند.» او به نقل قول سرتیپ الکساندر راس اشاره کرد که دربارهٔ دستاورد کانادا در ویمی‌ریج گفته بود: «من شاهد تولد یک ملت بودم.» ترودو فتح ویمی‌ریج را یکی از بزرگ‌ترین پیروزی‌های نظامی دانست که به بهای گزاف ۳٬۶۰۰ کشته و ۷٬۰۰۰ زخمی کانادایی به دست آمد. او به قربانیان، کهنه‌سربازان و خانواده‌هایشان ادای احترام کرد و از آنان به‌عنوان مردان و زنانی که زندگی‌شان را برای دفاع از کشور اختصاص داده‌اند یاد کرد و آنان را سزاوار پشتیبانی بی‌دریغ دانست.

## گرامیداشت صدمین سال نبرد اراس

رونمایی از بنای صلح هلن پولاک، هنرمند ونزوئلائی معروف به بنای شقایق صلح

روز ۱۰ آوریل ۲۰۱۷ به مناسبت صدمین سال نبرد اراس از بنای صلح هلن پولاک هنرمند ونزوئلائی که در جهان به نام «شقایق صلح» مشهور است توسط فرانسوا هولاند، رئیس‌جمهوری فرانسه و ژوستَن ترودو، نخست‌وزیر کانادا در مراسمی در شمال فرانسه رونمایی شد.
این بنا از یک صفحه قرمزرنگ به مساحت ۱۰ مترمربع تشکیل شده که روی آن مجسمه‌هایی از پاهای برهنه قرار گرفته‌است. این پاهای برهنه نمادی از کفش‌های سربازان است و در اطراف آن صفحات قرمز کوچکتر قرار دارد و رویشان پیامهای صلح نگاشته شده‌است. دو صفحه کوچک دیگر نیز فرانسوا هولاند و جاستین ترودو در کنار این نمای صلح قرار دادند.